# Madona do Magnificat (Botticelli)
A Madona do Magnificat (em italiano: Madonna del Magnificat), é uma pintura de forma circular ou tondo do pintor renascentista italiano Sandro Botticelli. Também é referida como a Virgem e o Menino com Cinco Anjos. No tondo, vemos a Virgem Maria escrevendo o Magnificat com a mão direita, com uma romã na esquerda, enquanto dois anjos a coroam com o Menino Jesus no colo. Está agora na Galeria Uffizi, em Florença.

## História
A história da pintura não é conhecida, mas os Uffizi a adquiriram de uma coleção particular em 1784. Pode ter vindo de um dos muitos mosteiros suprimidos pelo Arquiduque Pietro Leopoldo. Há várias cópias da pintura, incluindo uma no Louvre e outra na Biblioteca e Museu Morgan, em Nova York. Na cópia do Louvre, o anjo mais à esquerda, coroando a Virgem, é apagado, deixando espaço para uma grande abertura de asas para o anjo mais alto do trio à esquerda.